# علي فقندش
علي فقندش (بالإنجليزية: Ali fakandash)‏: كاتب ومؤرخ وناقد فني سعودي من أصل يمني. ولد في العام 1957، ورأس قسم الفن في صحيفة عكاظ. ويعد أرشيفاً للذاكرة الغنائية في المملكة العربية السعودية. أجرى مئات المقابلات الصحافية مع معظم أهل الفن، والإعلام، والرياضة والسياسة من مختلف الدول العربية، ووثّق لكل ذلك عبر إصداراته المتعددة منها كتابه «هم وأنا» الذي تحول إلى برنامج رمضاني تلفزيوني، إذ قدم العديد من البرامج الفنية، كما صدر له مجموعة من المؤلفات من بينها كتاب (أوراق من حياة الخفاجي)، و (الأغاني: قصص وحكاوي). لُقّب بـ«سفير الصحافة الفنية العربية»، و«جامعة الفن العربي» كونه يمني الجنسية ومولود بالسودان، ومقيم في المملكة العربية السعودية، وبداياته في عالم الصحافة كانت في صحيفة تونسية.

## بدايات
علي فقندش واسمه الحقيقي: علي أحمد محمد عبد الله النمر، ولد في 17 / 3 / 1957،  من أصل يمني، ولد في السودان إذ عاش طفولته في مدن طوكر وسواكن ثم بورتسودان حتى سن الثامنة، ويقيم منذ العام 1966 فـي السعودية بعد أن أنتقل إلى مكة المكرمة ثم إلى جدة مع والديه، حيث افتتح والده مطعمًا في (قهوة القاهرة) في حي الشاطئ والوسيط بين الهنداوية وباب شريف.
بداياته في العمل الصحافي كانت مراسلا لمجلة تونسية (رياضة فن موضة) في العام 1978 عندما جاء نجوم مونديال الأرجنتين التوانسة إلى المملكة للعب في مختلف أنديتها، إذ حاول أن يكون صحافيًّا رياضيًّا، لكنه لا يرى أنه فشل، إنما لم ينجح، بدليل أنه قدم كتابين عن المنتخب الوطني السعودي.
عمل لفترة قصيرة في جريدتي المدينة والبلاد، ثم اتجه صوب الصحافة الفنية التي أحبها، وقد تدرج في صجيفة عكاظ  إلى أن أصبح رئيس القسم الفني فيها، فتخصص فيها حتى أكسبته شهرة وخبرة ومعرفة، ونال ثقة واحترام وتقدير الكثير من الفنانين والمبدعين والمثقفين في دول الخليج العربي خصوصًا والعالم العربي عمومًا. وكان مواكبًا لكثير من الرواد الفنانين الخليجيين والعرب.
سألت الفنانة اللبنانية باسكال مشعلاني فقندش، مرّة عن معنى اسم عائلته (وقد ظنتها «فقندش») فقال علي:
«تعني فقدنا كل شيء»

## إصدارات
- (الأغاني: قصص وحكاوي) [3 أجزاء]. ورصد المؤلف في الكتاب كل ما دار حول مجموعة كبيرة من الأغاني، الخليجية والعربية، كيف تمت كتابة النص وما هي مناسبته، وكتب لمن، وكيف تم اختيار الملحن، وكم استغرق من الوقت لتلحينه، وكيف تم اختيار الفنان الذي سيؤدي العمل.[17]
- (أوراق من حياة الخفاجي) [3 أجزاء]. وتضمن الكتاب نماذج من قصائد الشاعر إبراهيم خفاجي، وما كتبه عنه عدد من الكتاب والنقاد، كما تحدث عن حياته وكفاحه ومشواره الطويل في دنيا الأدب والفن.[18]
- (رياضة وفن).[19]
- (فن وأشياء أخرى).
- (كلام وفن).
- (صباح الفن).
- (واحات فنية).
- (كلمات متقاطعة).
- (للأخضر نغني).[20]
- (نساء من المملكة العربية السعودية) [بالاشتراك مع وديان قطان]. صدر عام 2006.[21]
(هم وأنا: تاريخ وذاكرة المشاهير) [5 أجزاء].[22]
- (أوراق من حياة فنان العرب محمد عبده) الجزء الأول. صدر عام 2020. وذكر المؤلف أنه الجزء الأول من ستة أجزاء عن الفنان محمد عبده.[23]

## برامج
- أعد وقدّم برنامج (هم وأنا) الذي عرض على قناة روتانا المصرية عام 2015م، ورصد فيه تاريخ نجوم الفن في الوطن العربي، وأهم المراحل التي مرّوا بها، وذكرياتهم التي لا تنسى. واستضاف العديد من الفنانين من أبرزهم: أحمد راتب، ونيرمين الفقي، وحمدي حافظ، وفاروق فلوكس، وعايدة رياض، ومحسن محي الدين، ومحمود الجندي، ونجوى فؤاد، وسماح أنور وغيرهم.[24]
- أعد وقدم برنامج (جواز سفر) الذي عرض على قناة روتانا خليجية عام 2009م،[25] واستضاف فيه العديد من نجوم الفن ومشاهير الفن.[26]